# Daniela Romo
Daniela Romo (született Teresita Presmanes Corona) (Mexikóváros, 1959. augusztus 27. –) mexikói énekesnő, színésznő.

## Élete
Daniela Romo 1959. augusztus 27-én látta meg a napvilágot Mexikóvárosban, Teresita Presmanes Corona néven. Szülei sosem házasodtak össze, és Daniela és húga, Patricia nagymamájuknál nevelkedtek. Gyermekkori bálványát Rocío Dúrcalnak hívták. Először 1978-ban szerepelt egy szappanoperában, az El Ardiente Secretóban, amely a Jane Eyre-történet adaptációja volt. Filmes karrierje kezdetén show-kban énekelt.  Chucho Ferrer producer felkérte, hogy készítsen egy felvételt. A 20 éves Romo Tambien Yo című dalát a CBS Records rögzítette. Ez azonban nem nyerte el a közönség tetszését, így Daniela folytatta a színjátszást a Dejame vivirrel 1982-ben. Később Spanyolországba utazott, és egy barátja segítségével felvett egy kislemezt, amellyel végre sikeres volt. A következő időszakokban a karrierje felfelé ívelt. 2011-ben Danielát mellrákkal diagnosztizálták. 2012-ben bejelentette, hogy két hónap küzdelem után legyőzte a betegséget. 2012-ben örökbefogadott egy kislányt.

## Diszkográfia
- 1979: También Yo
- 1983: Canta en Italiano
- 1983: Daniela Romo
- 1986: Mujer de todos, Mujer de nadie
- 1985: Dueña de mi Corazón
- 1984: Amor Prohibido
- 1983: Daniela Romo
- 1986: Coco Loco Dance Mix
- 1986: Especiales de Navidad
- 1986: Érase una vez, Cuentos y relatos musicales
- 1987: Gitana
- 1989: Quiero Amanecer con Alguien
- 1991: Amada más que nunca
- 1992: De Mil Colores
- 1994: La Cita
- 1996: Un nuevo amor
- 1996: Me gusta J.S Bach Remix
- 1998: En Vivo Desde el Teatro Alameda
- 1999: Los Cuates de Chabelo
- 1999: Juan Pablo Esperanza, Amigo del Alma
- 1999: Me Vuelves Loca
- 2001: Ave Fénix
- 2005: Es la Nostalgia
- 2008: Sueños de Cabaret
- 2009: Cuando Hay Amor, Sortilegio
- 2012: Para soñar

## Filmográfia

### Film
- 1978: La casa del pelícano (Engracia)
- 1979: Te quiero
- 1979: Tres mujeres en la hoguera (Peggy)
- 1979: Puerto maldito
- 1979: El año de la peste
- 1980: Frontera (Rosy)
- 1981: Novia, esposa y amante (Laura Mendoza)
- 1999: One Man’s Hero (Marta)

### Televízió
- 1978: Ardiente secreto (Mariana)
- 1979: El Enemigo
- 1980: No temas al amor (Alejandra)
- 1982: Déjame vivir (Estrella)
- 1986: El Camino Secreto (Gabriela Guillén)
- 1989: Balada por un amor (Brianda Portugal)
- 1995: Si Dios me quita la vida (María Sánchez Amaro)
- 2000: A Millón (Házigazda)
- 2001: Az ősforrás (Margarita Insunza de Ramírez) (Magyar hang: Náray Erika)
- 2002: A szerelem ösvényei (Leticia López Albavera) (Magyar hang: Kocsis Mariann)
- 2005: Alborada (Doña Juana Arellano Viuda de Manrique)
- 2006–2007: La fea más bella
- 2007: Amor sin maquillaje (Fernanda Duarte)
- 2008: Mujeres asesinas (Cristina Franco)
- 2009: Kettős játszma (Victoria Viuda de Lombardo) (Magyar hang: Menszátor Magdolna)
- 2010–2011: Marichuy – A szerelem diadala (Bernarda de Iturbide) (Magyar hang: Menszátor Magdolna)
- 2013: A vihar (Mercedes Artiga) (Magyar hang: Menszátor Magdolna)
- 2016: Titkok szállodája (Ángela Gómez) (Magyar hang: Menszátor Magdolna)
- 2017: En tierras salvajes (Doña Amparo)
- 2020: Vencer el miedo (Bárbara Albarrán de Falcon)
- 2020–2021: Viharos szívek (Bárbara Albarrán de Falcon) (Magyar hang: Menszátor Magdolna)
- 2024–2025: Keserű szerelem (Leonor) (Magyar hang: Menszátor Magdolna)